# Эллиотт, Джимми
Джеймс Эдвард (Джимми) Эллиотт (англ. James Edward Elliott; 1891, Питерборо, Кембриджшир — 1939) — английский футболист, полузащитник и нападающий; тренер.

## Биография
Джимми Эллиотт родился в 1891 году в британском городе Питерборо.
Занимался футболом за «Саут Уилд» и «Питерборо Сити».
Играл на позициях полузащитника и нападающего. В 1911—1914 годах в течение трёх сезонов выступал в первом дивизионе за «Тоттенхэм Хотспур», провёл 12 матчей, забил 4 мяча. После Первой мировой войны в сезоне-1919/20 снова играл за «шпор» во втором дивизионе, проведя один поединок.
В дальнейшем выступал за «Брентфорд». В сезоне-1920/21 сыграл в третьем дивизионе 38 матчей, забил 2 гола. В сезоне-1921/22 провёл в третьем южном дивизионе 27 поединков.
Впоследствии работал тренером. В 1927—1929 годах тренировал испанскую «Валенсию», которую в 1928 году впервые вывел в полуфинал Кубка страны. Много внимания уделял дисциплине, из-за чего конфликтовал с футболистами.
В 1932—1934 годах возглавлял шведский АИК.
В 1935 году тренировал сборную Гватемалы. Под руководством Эллиотта она провели пять матчей, в которых один раз сыграла вничью и потерпела четыре поражения.
В 1935—1938 годах был главным тренером турецкого «Фенербахче».
Умер в 1939 году.